# Bouessay
Bouessay là một xã thuộc tỉnh Mayenne trong vùng Pays de la Loire tây bắc nước Pháp. Xã này nằm ở khu vực có độ cao trung bình 67 mét trên mực nước biển.
Sông Vaige tạo thành một phần ranh giới tây bắc, chảy theo hướng đông nam qua thị trấn, sau đó tạo thành một phần ranh giới đông nam.